# Neptis extensa
Neptis extensa är en fjärilsart som beskrevs av John Henry Leech. Neptis extensa ingår i släktet Neptis och familjen praktfjärilar. Inga underarter finns listade i Catalogue of Life.